# Stryhaniec
Stryhaniec, także Strychaniec (biał. Стрыганец, Stryhaniec; ros. Стриганец, Striganiec) – wieś na Białorusi, w obwodzie brzeskim, w rejonie żabineckim, w sielsowiecie Rokitnica, nad Osipówką.

## Nazwa
Nazwa wsi pojawia się w źródłach zarówno z samym h, jak i z ch. Nazwę Stryhaniec podają Słownik geograficzny Królestwa Polskiego z końca XIX w. oraz mapy Wojskowego Instytutu Geograficznego z 1922 i z 1931. Ta wersja jest również używana współcześnie jako oficjalna nazwa w językach białoruskim i rosyjskim. Nazwa Strychaniec pojawia się w Skorowidzu miejscowości Rzeczypospolitej Polskiej opracowanym na podstawie wyników pierwszego powszechnego spisu ludności z dn. 30 września 1921 r. z 1924 oraz w Rozporządzeniu Ministra Spraw Wewnętrznych z dnia 23 marca 1928 r. o zmianach terytorjalnych gmin wiejskich na obszarze województwa poleskiego.

## Historia
W XIX i w początkach XX w. wieś, uroczysko i folwark położone w Rosji, w guberni grodzieńskiej, w powiecie kobryńskim, w gminie Rohoźna.
W dwudziestoleciu międzywojennym leżał w Polsce, w województwie poleskim, w powiecie kobryńskim, do 18 kwietnia 1928 w gminie Rohoźna, następnie w gminie Oziaty. W 1921 miejscowość liczyła 296 mieszkańców, zamieszkałych w 54 budynkach, w tym 284 Polaków, 11 Białorusinów i 1 Rosjanina. 295 mieszkańców było wyznania prawosławnego i 1 ewangelickiego.
Po II wojnie światowej w granicach Związku Sowieckiego. Od 1991 w niepodległej Białorusi.